# Steam (informatica)
Steam è una piattaforma proprietaria sviluppata da Valve Corporation che si occupa di distribuzione digitale, di gestione dei diritti digitali, di modalità di gioco multigiocatore e di comunicazione. Viene usata per gestire e distribuire una vasta gamma di giochi (alcuni esclusivi) e il loro relativo supporto. Tutte queste operazioni sono effettuate via Internet. 
La piattaforma mette a disposizione un'API chiamata Steamworks, che consente agli sviluppatori di usufruire di funzionalità offerte da Steam, tra cui trofei di gioco, microtransazioni e un supporto per i contenuti creati da un utente tramite lo Steam Workshop. Oltre a ciò la piattaforma fornisce anche una piccola selezione di software per la progettazione, anime e film.
Al 2019 Steam contava 33 milioni di utenti attivi quotidianamente e 95 milioni di utenti attivi ogni mese. Nel 2021 Steam ha una media di 69 milioni di utenti al giorno e 33 exabyte di contenuti scaricati.

## Storia
Steam è stato attivato il 12 settembre 2003, ed è disponibile sulle piattaforme Microsoft Windows, macOS (dal 12 maggio 2010), GNU/Linux (dal 14 febbraio 2013), Android, iOS e Windows Phone. A gennaio 2010 risultavano presenti 1500 videogiochi realizzati da 100 differenti sviluppatori. Il 23 febbraio Valve pubblicò la prima versione della beta pubblica della nuova versione dell'interfaccia di Steam. Questa nuova interfaccia ha rimodernato completamente la gestione dei giochi e degli amici. Inoltre il motore di rendering delle pagine web è stato cambiato al WebKit (precedentemente era usato il motore di Internet Explorer). Il 26 aprile l'aggiornamento è diventato definitivo.
A gennaio 2012 gli account attivi su Steam erano 40 milioni. Il 3 ottobre Valve ha autorizzato la diffusione di mod attraverso Steam. Nell'ottobre 2013 Valve ha dichiarato di aver raggiunto i 65 milioni di utenti. Il catalogo annovera ad ottobre 2013 più di 3000 titoli scaricabili. Nel 2014 è stata raggiunta la cifra di 600 titoli disponibili per sistemi operativi basati su Linux, e nel settembre dello stesso anno gli utenti attivi ammontavano a 100 milioni, con un catalogo giochi complessivo pari a 3700 titoli.
Dalle 20:50 alle 22:20 del 25 dicembre 2015 (CET), a seguito di un attacco DoS che ha aumentato del 2000% il traffico sul negozio Steam, sono state attivate diverse nuove regole di caching per minimizzare l'impatto sui server. Durante la seconda ondata dell'attacco, ulteriori regole di caching sono state implementate risultando nel salvataggio in cache di informazioni personali di alcuni account, che sono quindi diventate accessibili ad altri utenti che caricassero le stesse pagine. Valve, scusandosi pubblicamente per l'accaduto, ha assicurato che è rimasto impossibile effettuare transazioni o effettuare l'accesso utilizzando i dati di un altro account ed ha fornito una lista delle informazioni personali che possono essere state compromesse per questi account:
- l'importo presente nello Steam Wallet in quel momento;
- le ultime due cifre di una carta di credito eventualmente associata all'account;
- le ultime quattro cifre di un numero di cellulare eventualmente associato all'account;
- la cronologia degli acquisti di giochi e le attivazioni di licenze e chiavi;
- l'indirizzo di fatturazione associato all'account;
- l'indirizzo e-mail completo associato all'account.[13]

Il 7 dicembre 2017 Valve ha deciso di bloccare i pagamenti tramite Bitcoin, possibilità di pagamento aggiunta ad aprile 2016, considerata una valuta troppo volatile e costosa.

## Descrizione e funzionamento
Steam permette agli utenti di acquistare giochi attraverso un sistema di distribuzione digitale: infatti una volta effettuato un acquisto, invece di ricevere tramite spedizione postale il gioco fisico (la scatola, il disco o il codice seriale), il contenuto viene immediatamente aggiunto alla propria libreria per essere acquisito tramite scaricamento. Esso viene anche registrato sui server della piattaforma, in modo da potere riscaricare un contenuto senza riacquistarlo nuovamente. Il gioco può essere acquistato singolarmente o insieme a una delle tante raccolte presenti. Gli acquisti effettuati sulla piattaforma attraverso Steam avvengono con una connessione criptata. Gli utenti sono obbligati ad inserire i loro estremi di fatturazione per ogni acquisto effettuato, poiché Steam per motivi di sicurezza non li memorizza. Sono accettati come metodi di pagamento: carte di credito e debito, Paypal, ClickandBuy e Postepay.
Funziona in un modo simile ad un lettore RSS: l'utente seleziona un contenuto e, una volta acquistato, Steam si preoccuperà di mantenerlo aggiornato; oppure se ad esempio sono presenti due versioni, 32-bit o 64-bit, dello stesso gioco, Steam analizzerà il computer in uso e scaricherà automaticamente la versione più adatta. Inoltre, se è stata acquistata la versione per Windows, sarà possibile scaricare la versione per OSX o per GNU/Linux, se disponibile, gratuitamente, e viceversa, salvo diverse condizioni nel caso di un distributore esterno. Il processo di aggiornamento avviene ogni volta che Steam accede in modalità online, garantendo quindi che siano sempre installati gli aggiornamenti più recenti. Il trasferimento di contenuto avviene mediante un protocollo proprietario attraverso server dedicati di Valve o società terze autorizzate da essa. Inoltre Steam provvede all'installazione di DirectX e degli altri componenti aggiuntivi di Windows necessari per i videogiochi.
Steam può convalidare un contenuto, dopo averlo scaricato, per correggere eventuali errori dovuti al download. Utilizza inoltre un meccanismo proprietario che controlla l'integrità di un contenuto e ne impedisce l'avvio se contiene file corrotti. Il programma inoltre salva i contenuti in archivi non compressi utilizzando il formato ".gfc" (proprietario Valve), che impedisce la modifica dei contenuti all'interno dell'archivio, ma consente di rendere portatile un gioco e semplifica il backup. Fa uso del sistema di protezione anti-trucchi Valve Anti-Cheat.

## Caratteristiche

### La comunità

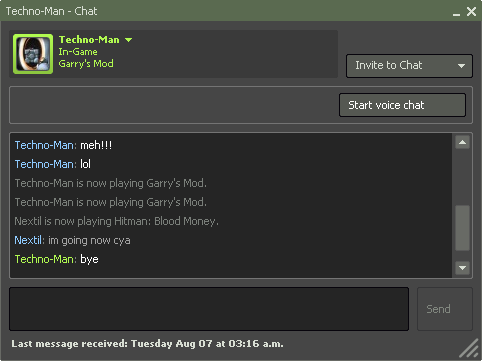
Il sistema di chat di Steam nel 2007.

Il 12 settembre 2007 Valve, in contemporanea all'uscita di Orange Box, ha attivato un servizio di social network che permette agli utenti di comunicare gli uni con gli altri sia in Windows che in gioco, tramite una schermata attivabile tramite la pressione di ⇧ Maiusc+Tab ⇆ (o uno o più tasti configurabili). Ogni utente con una Steam ID ha una propria pagina personale che contiene informazioni su di esso e sui suoi amici, ma anche sul tempo di gioco durante le ultime 2 settimane. Attraverso la propria pagina personale è possibile unirsi a un gioco al quale un nostro amico sta giocando, oppure chattare con lui, vocalmente o testualmente, attraverso un client di messaggistica istantanea integrato.

### Steam Workshop
Il 28 gennaio 2008 Valve ha distribuito Steam Workshop, un pacchetto di sviluppo gratuito che permette agli sviluppatori indipendenti di utilizzare alcune caratteristiche di Steam, come l'auto-aggiornamento dei contenuti, la raccolta delle statistiche di gioco, il supporto al multigiocatore e l'accesso alla comunità Steam. Il primo titolo a usufruire di questa tecnologia è stato Audiosurf, uscito l'11 febbraio 2008.

### Steam Cloud
Il 3 novembre 2008 Valve ha attivato un servizio di archiviazione dei dati di gioco, denominato Steam Cloud. Questo servizio permette il salvataggio dei dati, come ad esempio i comandi di un gioco, in remoto su un server che si preoccuperà di sincronizzarle in un secondo momento. Ad esempio disinstallando un gioco e reinstallandolo si avranno di nuovo gli stessi comandi della volta precedente senza doverli inserire nuovamente. Il primo gioco a usufruire di questa funzionalità è stato Left 4 Dead.

### Big Picture
A dicembre del 2012 Valve ha reso disponibile Big Picture. Si tratta di un'interfaccia grafica più simile alle console, sviluppata per permettere l'utilizzo di Steam tramite controller, caratterizzata dall'uso di icone più grandi e opzioni ben visibili da postazioni lontane da un monitor pc come un maxischermo da salotto. Viene usata come interfaccia principale dello Steam Link e delle Steam Machine.
A ottobre 2022 è stata rinnovata per renderla identica all' interfaccia di Steam Deck.

## Sistemi operativi supportati
Attualmente funziona su sistemi operativi Microsoft Windows NT (2000, XP, Vista, 7, 8, 10 e 11), Mac OS X (10.5.8 e successivi) e GNU/Linux.

### Distribuzioni GNU/Linux
Ad aprile 2012, dopo due anni dalla prima smentita ufficiale di Valve, è stato confermato che era in sviluppo la versione di Steam per Linux., con la pubblicazione di un annuncio ufficiale sul blog Valve nel luglio 2012, dove si legge che entro la fine dell'anno sarebbero stati distribuiti assieme al client anche il motore grafico Source Engine ed il popolare titolo Valve Left 4 Dead 2. Il 1º agosto dello stesso anno il Valve Linux Team ha annunciato di aver completato il porting di quest'ultimo per Linux, e di aver ottenuto risultati soddisfacenti in termini di framerate.
Dopo circa un mese, il Valve Linux Team ha annunciato la disponibilità pubblica della prima Beta di Steam per Linux a partire da ottobre 2012, inizialmente solo per un ristretto gruppo di 1.000 betatester. Tale distribuzione è stata rimandata però fino al 6 novembre 2012, giorno in cui Valve ha annunciato l'arrivo del client per gli utenti selezionati, compatibile inizialmente con la versione 12.04 LTS di Ubuntu (e, seppur in via non ufficiale, anche sulla release 12.10, su Debian, Linux Mint e, tramite un porting non ufficiale, Arch Linux), assieme al popolare titolo Team Fortress 2, sempre in versione Beta.
Il 20 dicembre 2012 viene annunciata la disponibilità della prima Beta aperta a tutti di Steam Linux. In accoppiata con il saldo di tutti i titoli disponibili per tale piattaforma, il 14 febbraio 2013 Valve ha annunciato la distribuzione della prima versione stabile di Steam Linux.
Attualmente è compatibile ufficialmente con Ubuntu 12.04 LTS e 14.04 LTS e sulle relative derivate ufficiali (Kubuntu, Xubuntu, Lubuntu ed Ubuntu GNOME), ma è installabile anche sulle derivate non ufficiali (come Linux Mint), su Debian (seppur con la necessità di installare diversi pacchetti terzi da repository esterni) e su altre distribuzioni (Fedora, Arch Linux, ecc.) tramite pacchetti non ufficiali. È stato anche effettuato il porting del videogame di successo Half Life 2 e le relative espansioni per Linux. Altri titoli Valve disponibili per tale sistema sono Team Fortress 2, Left 4 Dead 2, Portal e Counter-Strike: Source.

### Mac OS X
Da maggio 2010, Steam è stato reso disponibile anche per piattaforma Mac. La distribuzione di questo porting fece pensare che Valve stesse lavorando anche ad un porting su Linux. La versione per Linux è stata distribuita il 14 febbraio 2013.

### Piattaforme mobile
A fine 2012, a seguito di un breve periodo in beta, Valve ha distribuito lo Steam client ufficiale per dispositivi Android e iOS. L'applicazione consente ai giocatori di entrare nei loro account e sfogliare lo store, gestire la libreria e comunicare con gli amici. Newell riferisce che l'applicazione è stata sviluppata a seguito della forte richiesta da parte della community e vede la stessa come "un modo per rendere Steam più feature-rich e accessibile per tutti". Nel giugno 2016 Steam distribuisce la propria app per Windows Phone e Windows 10 mobile.

## SteamOS e Steam Hardware
Il 23 settembre 2013 la Valve Corporation annuncia lo sviluppo di SteamOS, un sistema operativo basato su Debian (una distribuzione GNU/Linux). Insieme a SteamOS, Valve ha annunciato anche le Steam Machine, hardware prodotti dalla Valve e da altri produttori per permettere l'utilizzo di Steam come fosse una console e gli Steam Controller. Il 10 novembre 2015 esce lo Steam Link, un dispositivo per permettere lo streaming dei giochi attraverso la rete locale su un monitor collocato in un'altra stanza.

### Steam Controller
È il Gamepad di Valve con due touchpad circolari che sostituiscono i tradizionali thumbstick analogici, è stato in commercio da novembre 2015 fino a novembre 2019, quando Valve per svuotare le scorte di magazzino lo mise in offerta a -90% durante i Saldi Autunnali 2019 di Steam e segnando la disponibilità in esaurimento per suggerire l'imminente cessazione della vendita.

### Steam Deck

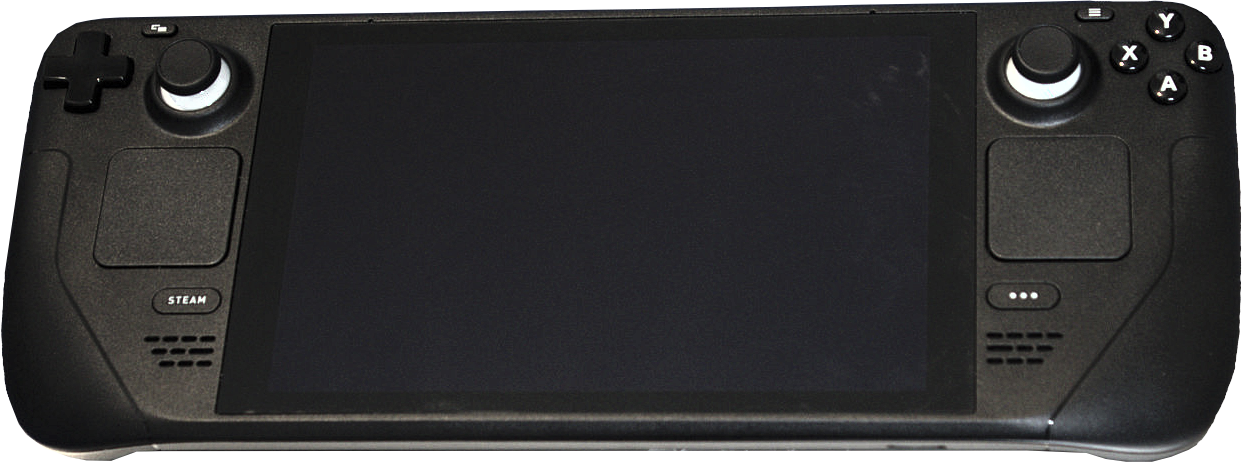
Steam Deck

Il 16 luglio 2021 Valve ha annunciato un nuovo hardware dal nome Steam Deck. In collaborazione con AMD, ha le sembianze e utilizzi simili al Nintendo Switch e relativo alloggio Dock di ricarica e connessione alla Tv. Valve descrive Steam Deck come un PC da gioco portatile, facendo intuire che si può installare software e sistemi operativi di terze parti, Windows 11 e utilizzare anche Epic Game Store, Xbox Game Pass e altre funzioni come il FidelityFX Super Resolution.
È composto dalle seguenti tecnologie:
Steam Deck LCD:
- APU AMD 7 nm
CPU: Zen 2, 4Core/8Thread
GPU Van Gogh RDNA 2.0: 512 Units Shading; 8 CU 8 Raytracing cores; VRAM dinamica da 1-8GB
- RAM: 16 GB LPDDR5 SDRAM (composta da 4 moduli da 4 GB)[38]
- Display: Touchscreen da 7 pollici WXGA (1280x800 px in 16:10) 60 Hz
- SSD: eMMC da 64 GB oppure NVMe M2 2230 di varie capacità
- Batteria: 5313 mAh, 40 Whr, asimmetrica composta da 2 moduli
- È presente una ventola per il raffreddamento.

Per la console è stato sviluppato il sistema operativo SteamOS 3.0 e ottimizzato in 10 GB. La Console è disponibile dal 25 febbraio '22, il Dock ufficiale è stato posticipato.
Il 16 novembre è stata messa in commercio una nuova versione denominata Steam Deck OLED.
Dopo l'uscita dello Steam Deck alcune aziende produttrici di hardware hanno sviluppato le loro versioni di PC da gaming portatile, come ad esempio: Asus R.O.G. Ally; Lenovo Legion GO; MSI Claw.